# Лысенко, Ариадна Остаповна
Ариадна Остаповна Лысенко (10 июля 1921 — 11 января 2021) — советская и украинская пианистка, заслуженная артистка Украины (1993), профессор кафедры фортепиано Национальной музыкальной академии Украины имени П. Чайковского. Дочь Остапа Лысенко, внучка Николая Лысенко. Жена композитора А. Штогаренко.

## Биография
Закончила Киевскую государственную консерваторию (класс профессора А. М. Луфера).
В 1945 г. как участник конкурса музыкантов-исполнителей получила звание лауреата, первую премию и приглашение на работу как пианистка украинского радиокомитета. В 1947−1950 гг. проходила стажировку в Москве (класс профессора Г. Нейгауза); одновременно работала на Московском радио в отделе украинской музыки. После возвращения в Киев стала артисткой Киевской филармонии, преподавала в Киевской консерватории и музыкальной десятилетке. Консультировала музыкальные училища Чернигова и Днепропетровска.

## Творчество
Исполняла произведения украинских композиторов: М. Дремлюги, А. Коломийца), У. Косенко, Л. Ревуцкого, Б. Лятошинского, Барвинский, Василий Александрович. Барвинского, С. Людкевича, А. Штогаренко и других.

## Педагогическая деятельность
В числе воспитанников А. А. Лысенко Н. Деренивская (лауреат международного конкурса, 1962 г.), В. Царик (лауреат республиканского конкурса им. М. Лысенко, 1979 г.), Ю. Руцинский (лауреат конкурса ансамблей, 1988 г.), А. Панкратова (дипломант республиканского конкурса, 1972 г.), А. Халикова (лауреат международного конкурса им. М. Лысенко, 1992 г., дипломант конкурса им. В. Горовица), Ж. Анистратенко (кандидат наук), Т. Горбань (кандидат наук). Лысакова (кандидат наук), Б. Деменко (доктор наук), Константин Виленский (композитор и пианист).